# Ерик Вон
Ерик Вон (на испански: Eric Vonn) е гватемалски писател и сценарист, живеещ в Мексико и САЩ. Гради кариерата си в телевизионните компании Azteca, Телемундо и Телевиса, като се фокусира върху жанра на теленовелата.
Вон е известен е със своите уникални и „различни“ сюжетни линии, например главната героиня от теленовелата Чужди грехове още в първите сцени изпада в кома, след като „излиза“ от това състояние се изправя срещу проблемите и враговете си, готова да се бори за справедливостта и любовта. През цялата сюжетна линия тя минава през много препятствия, и когато вече е докоснала щастието, действително излиза от комата и осъзнава, че са минали години, и че всичко започва от начало.
Отличителен белег на работата му е, че злодеите не са влюбени в главния герой (мотив, който е характерен за голяма част от теленовелите), и че повечето от теленовелите му се изграждат от историите на отрицателните герои, отколкото на „добрите“.
Вон използва черен хумор в някои от своите теленовели. Диалозите в тях са пълни с иронични, саркастични фрази, пълни с алегории и цинизъм. Ситуациите, независимо дали са на убийство или насилие, са пълни с черен хумор, който поражда у зрителите различни емоции. Обикновено теленовелите му се отличават с много физическа и словесна агресия, еротични сцени, изпълнявани от отрицателните персонажи.

## Творчество

### Оригинални истории

#### Сериали
- Un día cualquiera (2016)

#### Теленовели
- Vivir a destiempo (2013)
- Quererte así (2012)
- Cielo rojo (2011)
- Чужди грехове (2007/08)
- Земя на страстта (2006)
- El amor no es como lo pintan (2000/01)
- La chacala (1997/98)
- Tric trac (1996/97)
- Ничия любов (1990/91)
- Días sin luna (1990)
- Любов в мълчание (1988) (с Лиляна Абуд)
- Белези на душата (1986/87) (с Лиляна Абуд и Линди Гиакоман)

### Адаптации
- Глория Треви: Те са мен (2023) Базиран на живота на мексиканската певица Глория Треви.
- Втора част на Hombre tenías que ser (2013/14) Оригинал от Моника Агудело, Виктор Сивейра и Габриел Сантос.
- Втора част на Amores de mercado (2006) Оригинал от Басилио Алварес.
- Втора част на Súbete a mi moto (2002/03) Оригинал от Вероника Суарес.
- Втора част на Al norte del corazón (1997) Оригинал от Рубен Галиндо и Сантяго Галиндо.
- Акапулко, тяло и душа (1995/96) Оригинал от Мария Саратини.
- Втора част на Валентина (1993) Оригинал от Инес Родена.
- Моята втора майка (1989) Оригинал от Абел Санта Крус.

### Нови версии, пренаписани от него
- Говори ми за любов (1999) (нова версия на Любов в мълчание).

### Нови версии, пренаписани от други
- Кабо (2022) (нова версия на Акапулко, тяло и душа), сценарий от Хосе Алберто Кастро, Карлос Даниел Гонсалес, Ванеса Варела и Фернандо Гарсилита
- Не ме оставяй (2015/16) (нова версия на Любов в мълчание), сценарий от Марта Карийо, Кристина Гарсия и Денис Пфейфер
- Завинаги любов моя (2013/14) (нова версия на Моята втора майка), сценарий от Нора Алеман, Габриела Ортигоса, Денис Пфейфер и Хулиан Агилар
- Есенна кожа (2004) (нова версия на Белези на душата), сценарий от Антонио Абаскал, Таня Бертран и Марта Олайс

## Награди и номинации
Награди TVyNovelas (Мексико)
| Година | Категория                        | Теленовела        | Резултат  |
| ------ | -------------------------------- | ----------------- | --------- |
| 1990   | Най-добър сценарий или адаптация | Моята втора майка | Печели    |
| 1989   | Най-добър сценарий или адаптация | Любов в мълчание  | Печели    |
| 1987   | Най-добър сценарий или адаптация | Белези на душата  | Номиниран |